# Ga Saphan Mai BTS
Ga Saphan Mai (tiếng Thái: สถานีสะพานใหม่, phát âm [sā.tʰǎː.nīː sā.pʰāːn màj]) là một ga BTS Skytrain, trên Tuyến Sukhumvit ở Bangkok, Thái Lan. Nhà ga là một phần mở rộng phía Bắc trên Tuyến Sukhumvit và mở cửa ngày 16 tháng 12 năm 2020, một phần của giai đoạn 4.